# Akelei Lima'alofa
Akelei Lima'alofa (13 november 1989) is een Tuvaluaans voetballer die uitkomt voor Manu Laeva.
Akelei speelde tot nu toe twee wedstrijden voor het Tuvaluaans voetbalelftal waarvan één bij de Pacific Games 2011.

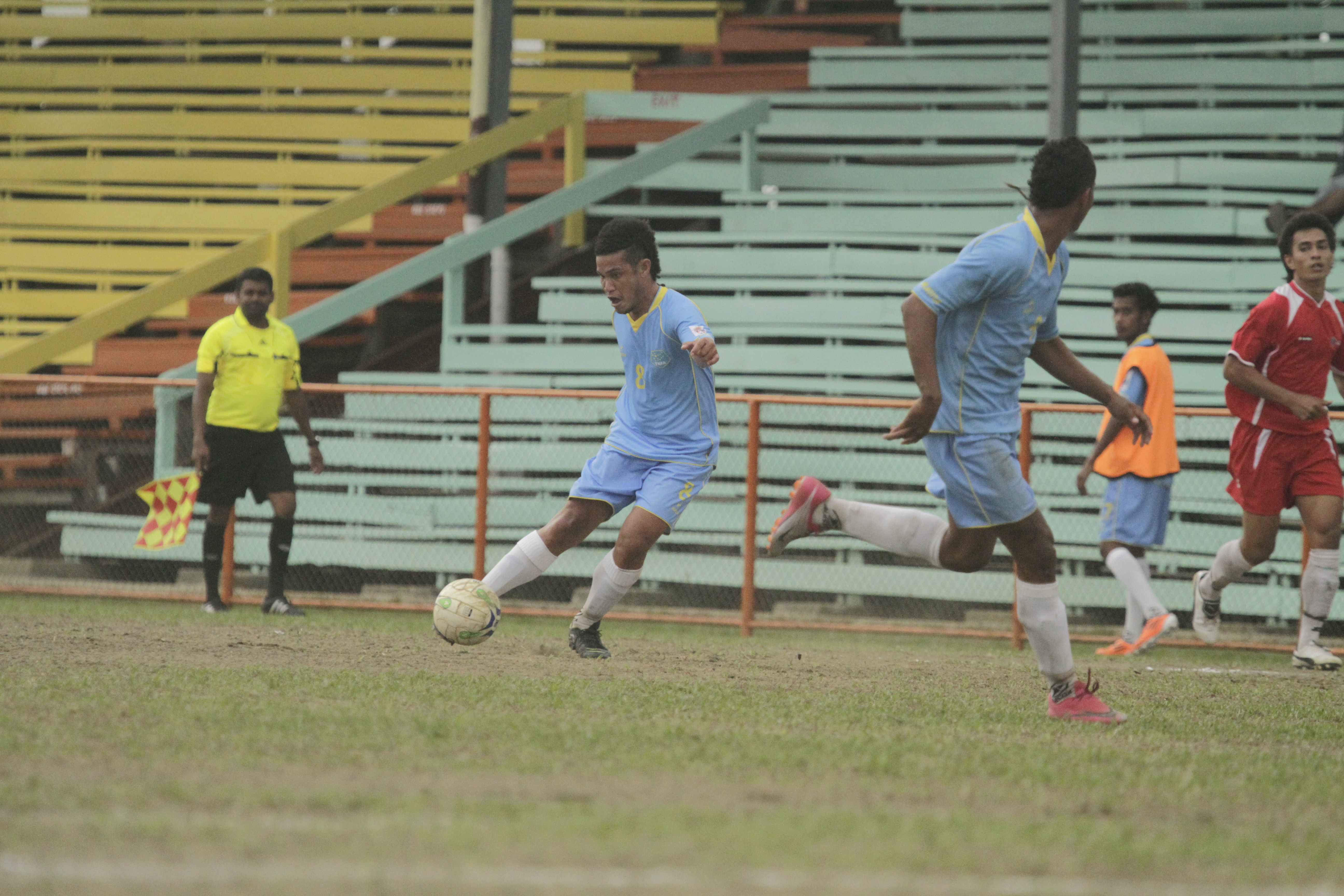
Akelei in actie tegen Samoa

1 Sieni ·
2 Pokia ·
3 Tofuola ·
4 Timuani ·
5 Takataka ·
6 Penisula ·
7 Liva ·
8 Tinilau ·
9 Tiute ·
10 Lepaio ·
11 Panapa ·
12 Petoa ·
13 Stanley ·
14 Sogivalu ·
15 Ofati ·
16 Selau ·
17 Ale ·
18 Petaia ·
19 Lima'alofa ·
20 Okelani ·
24 Tapasei ·
Coach: De Haan